# Ламброс Вангеліс
Хараламбос «Ламброс» Вангеліс (грец. Χαράλαμπος "Λάμπρος" Βαγγελής, нар. 10 лютого 1982) — грецький футболіст, що грав на позиції півзахисника.

## Клубна кар'єра
У дорослому футболі дебютував 1999 року виступами за італійську команду «Сієна», де не зумів стати основним гравцем і здавався в оренду до «Верони».
2003 року повернувся на батьківщину і став гравцем ПАОКа. Відіграв за клуб із Салонік наступні шість сезонів своєї ігрової кар'єри, після чого протягом 2009—2011 років захищав кольори клубу «ПАС Яніна», а завершив ігрову кар'єру у команді «Трасивулос», за яку виступав протягом 2011—2012 років.

## Виступи за збірну
Протягом 2002—2003 років залучався до складу молодіжної збірної Греції, з якою був учасником молодіжного чемпіонату Європи 2002 року у Швейцарії, на якому греки не подолали груповий етап. Всього на молодіжному рівні зіграв у 9 офіційних матчах.